# Pededze
Pededze (estniska: Pedetsi jõgi, tyska: Peddetz) är en flod i sydöstra Estland och nordöstra Lettland. Den är 159 km lång och är ett nordligt högerbiflöde till Aiviekste som ingår i Daugavas avrinningsområde. Källan är sjön Kirikumäe järv i landskapet Võrumaa i sydöstra Estland. Floden rinner 28 km i Estland och är bland annat gränsflod mot Ryssland. Den fortsätter sedan söderut in i Lettland där dess längd uppgår till 131 km.

### Fotnoter
1. ↑  Pededze hos Geonames.org (cc-by); läst 2018-01-15